# Liste des sites Ramsar en Bolivie
Cet article recense les zones humides de Bolivie concernées par la convention de Ramsar.

## Statistiques
La convention de Ramsar est entrée en vigueur en Bolivie le 27 octobre 1990.
En janvier 2020, le pays compte onze sites Ramsar, couvrant une superficie de 148 424,05 km2, soit plus de 13 % du territoire bolivien. La Bolivie est le deuxième pays au monde au regard de la superficie des sites Ramsar, derrière le Brésil.

## Liste
| Site                                       | Département | Notes                                                                                    | Date              | Superficie (km²) | Altitude (m)  | Identifiant Ramsar | Identifiant WDPA | Coordonnées                        | Photo |
| ------------------------------------------ | ----------- | ---------------------------------------------------------------------------------------- | ----------------- | ---------------- | ------------- | ------------------ | ---------------- | ---------------------------------- | ----- |
| Los Lípez                                  | Potosí      | Comprend la laguna Colorada et la laguna Verde                                           | 27 juin 1990      | 14 277,17        | 4 200 - 6 000 | 489                | 67815            | 22° 10′ 01″ sud, 67° 24′ 00″ ouest |       |
| Lac Titicaca                               | La Paz      | Comprend la partie bolivienne du lac ; la partie péruvienne est également un site Ramsar | 11 septembre 1998 | 8 000,00         | 3 809 - 4 200 | 959                | 166865           | 16° 10′ 01″ sud, 68° 52′ 01″ ouest |       |
| Cuenca del Tajzara                         | Tarija      |                                                                                          | 13 juin 2000      | 55,00            | 3 700 - 4 100 | 1030               | 220050           | 21° 46′ 59″ sud, 65° 06′ 00″ ouest |       |
| Marais de l'Izozog et río Parapetí (es)    | Santa Cruz  | Comprend l'Izozog et le río Parapetí                                                     | 17 septembre 2001 | 6 158,82         |               | 1087               | 900565           | 18° 27′ 00″ sud, 61° 49′ 01″ ouest |       |
| Palmar de las Islas et salines de San José | Santa Cruz  |                                                                                          | 17 septembre 2001 | 8 567,54         |               | 1088               | 900566           | 19° 15′ sud, 61° 00′ ouest         |       |
| Pantanal bolivien                          | Santa Cruz  |                                                                                          | 17 septembre 2001 | 31 898,88        |               | 1089               | 900567           | 18° 00′ sud, 58° 30′ ouest         |       |
| Lagune Concepción                          | Santa Cruz  |                                                                                          | 6 mai 2002        | 311,24           |               | 1175               | 900784           | 17° 31′ 01″ sud, 61° 21′ 00″ ouest |       |
| Lacs Poopó et Uru Uru                      | Oruro       |                                                                                          | 11 juillet 2002   | 9 676,07         |               | 1181               | 900783           | 18° 46′ 01″ sud, 67° 07′ 01″ ouest |       |
| Río Blanco                                 | Beni        |                                                                                          | 2 février 2013    | 24 049,16        | 100 - 200     | 2092               | 555558386        | 13° 37′ 59″ sud, 63° 23′ 35″ ouest |       |
| Río Matos                                  | Beni        |                                                                                          | 2 février 2013    | 17 297,88        | 100 - 200     | 2093               | 555558387        | 14° 48′ 54″ sud, 66° 12′ 00″ ouest |       |
| Río Yata (es)                              | Beni        |                                                                                          | 2 février 2013    | 28 132,29        | 100 - 300     | 2094               | 555558388        | 12° 18′ 32″ sud, 66° 06′ 11″ ouest |       |